# Cydia atlantica
Cydia atlantica is een vlinder uit de familie bladrollers (Tortricidae). De wetenschappelijke naam is voor het eerst geldig gepubliceerd in 1985 door Chambon & Ferot.
De soort komt voor in Europa.